# 川合達彦
川合 達彦（かわい たつひこ、1974年6月3日-）は、日本中央競馬会所属の元騎手・現調教助手である。
現役騎手末期には大学に通いながら騎手業もこなし、学業と騎手業とを両立した日本競馬史上数少ない騎手であった。

## 略歴
競馬学校騎手課程第9期生。1993年に栗東トレーニングセンター・坂田正行厩舎所属で騎手デビュー。同期には小林徹弥らがいる。同年3月7日の阪神競馬場第4レースのキョウワガーネットが初騎乗となり、翌週3月14日の阪神競馬場第8レースのイブキノウンカイで初勝利を挙げた。
平地競走のみならず、障害競走にも数多く騎乗した。
重賞には平地・障害両競走合わせて通算12回騎乗したが、勝ち鞍を挙げることはできなかった。
2004年の大学卒業（後述）と同時に、アメリカ合衆国に渡り武者修行を行った。帰国後の2005年4月20日に現役を引退。引退後は川合と同じく大学卒業の騎手であった太宰義人厩舎で調教助手を務めていたが、2007年に池江泰寿厩舎に移籍している。
調教助手転身後はオルフェーヴルを担当した実績があり、同馬が2度凱旋門賞に出走した時には川合もフランスに同行して現地での調教に参加していた。

## 学士騎手
川合は勉学に熱心であり、また学力も高く、現役生活を続けながら大学に進学し卒業している「学士騎手」でもあった。
デビュー翌年の1994年、厩舎の許可を得て20歳で定時制高校に入学するが、出席日数不足で1年で自主退学した。
その後厩舎を離れ、フリーの騎手となり、1999年に当時の大学入学資格検定を受検し一発合格。直後の大学受験にも一発合格し、翌2000年4月に立命館大学に入学、通信教育ではなく通常の通いの学生であったが、騎手業を続けながら学業と両立する生活を送ることとなった。これにより騎乗機会は激減したものの、学力は高かったこともあり、留年せずに無事2004年に同大学を卒業している。
これにより競馬学校卒業騎手では史上初めて、また競馬学校世代のJRA騎手（概ね1966年生まれ以降の人物）でも、2024年2月までは川合が史上唯一の大学卒業の騎手であった。